# Halophila beccarii
Halophila beccarii är en dybladsväxtart som beskrevs av Paul Friedrich August Ascherson. Halophila beccarii ingår i släktet Halophila och familjen dybladsväxter. IUCN kategoriserar arten globalt som sårbar. Inga underarter finns listade.